# Бишара, Азми
Азми Бишара (Бшара, араб. عزمي بشارة‎; род. 22 июля 1956, Назарет) — израильский арабский общественный интеллектуал, политический философ и писатель. В настоящее время он является генеральным директором Арабского центра изучения и политических исследований и председателем попечительского совета Дохийского института последипломных исследований.
Он родился в Назарете в Израиле. Его политическая деятельность началась, когда в 1974 году он основал Национальный комитет арабских старшеклассников. Позже, когда он учился в университете, он основал Союз арабских студентов. В 1995 году он сформировал партию «Балад» и был избран в Кнессет по её списку в 1996 году. Впоследствии он был переизбран в 1999, 2003 и 2006 годах. Однако после посещения Ливана и Сирии после ливанской войны 2006 года Азми Бишара стал являлся объектом уголовного расследования по обвинению в государственной измене и шпионаже и подозревался в предоставлении информации террористической организации «Хезболла».
После лишения парламентской неприкосновенности он бежал из Израиля, отрицая обвинения и отказываясь возвращаться, заявляя, что не получит справедливого суда. С тех пор Азми Бишара обосновался в Катаре в Арабском центре исследований и политических исследований в качестве академика и исследователя. Он также помог основать медиаконгломерат Аль-Араби Аль-Джадид. В начале 2017 года он объявил о своем уходе с непосредственной политической работы с целью посвятить все свое время «письму и интеллектуальному созиданию».

## Биография

### Ранняя жизнь и образование
Азми Бишара родился в Назарете в арабской христианской семье. Его мать была школьной учительницей, а отец — санитарным инспектором и профсоюзным деятелем, связанным с коммунистической партией Маки; среди его братьев и сестер Марван (ныне политический обозреватель) и Равия Бишара (шеф-повар, автор кулинарных книг и ресторатор). По данным The Guardian, история семьи уходит корнями в деревню к северу от Назарета, насчитывающую сотни лет.
Его политическая активность началась в баптистской средней школе, где в 1974 году, в возрасте 18 лет, он основал «Национальный комитет арабских старшеклассников». Бишара заявил, что создал организацию из-за «общего национального чувства среди арабских студентов необходимости борьбы с расистской практикой».
Во время учёбы в Хайфском университете он основал Союз арабских студентов, а также стал одним из основателей Комитета защиты арабских земель в 1976 году. С 1977 по 1980 год он продолжал учиться в Еврейском университете в Иерусалиме, где он возглавлял Союз арабских студентов и был членом студенческого фронта-коммунистов. После этого он поехал в Берлин и защитил докторскую диссертацию по философии в Берлинском университете имени Гумбольдта.

### Академическая карьера
После получения докторской степени по философии в Берлинском университете Гумбольдта (тогда Восточная Германия) в 1986 году он поступил на факультет Бирзейтского университета на Западном Берегу. Он возглавлял кафедру философии и культурологии в течение двух лет, с 1994 по 1996 годы. Он также работал старшим научным сотрудником в Иерусалимском институте Ван Лира.
Азми Бишара является одним из основателей Общества арабской культуры и Муватина, Палестинского института изучения демократии, основанного группой ученых и академиков в 1992 году. Он также входит в попечительский совет Фонда арабской демократии
Азми Бишара в настоящее время является генеральным директором Арабского центра исследований и политических исследований в Дохе, Катар, также известного как Институт Дохи, и членом его исполнительного совета. Он является важным советником бывшего эмира Катара шейха Хамада бен Халифы аль-Тани и его преемника шейха Тамима бин Хамада.

### Политическая карьера
В 1995 году Азми Бишара возглавил группу молодых израильских арабских интеллектуалов, которые основали политическую партию левого толка Национальная демократическая ассамблея — Балад. В 1996 году он был избран депутатом Кнессета четырнадцатого созыва (первое место 17 июня 1996 года) по списку Балад-Хадаш.
Бишара планировал стать первым арабом, баллотирующимся на пост премьер-министра на выборах 1999 года, но выбыл из предвыборной гонки за два дня до дня выборов, оставив её в качестве состязания между Эхудом Бараком и Биньямином Нетаньяху.
В 2003 году Центральная избирательная комиссия лишила Бишару права баллотироваться на выборах в Кнессет 16-го созыва, сославшись на новую статью Основного закона: Кнессет запрещает кандидатам, которые поддерживают «вооружённую борьбу враждебного государства или террористической организации против Государства Израиль» и ссылаясь на речь Бишары в Сирии, в которой он призвал арабские государства поддержать палестинское сопротивление. Его поддержка сопротивления была названа поддержкой терактов-смертников, а его просьба об арабской поддержке была названа «приглашением к разрушению государства». Однако решение ЦИК было отменено в апелляционном порядке Верховным судом 7 голосами против 4. В более позднем деле, подтвердившем это решение, председатель Верховного суда Аарон Барак объяснил мотивировку: «Речи [Бишары] не содержали явной поддержки вооруженной борьбы террористической организации против Государства Израиль, хотя они действительно содержали поддержку террористической организации».
После его избрания Кнессет проголосовал за лишение Азми Бишары неприкосновенности, а генеральный прокурор выдвинул против него обвинения в поддержке террористической организации. Обвинения были сняты Верховным судом, и его неприкосновенность восстановлена.

### Сирийское восстание
По данным Financial Times, Азми Бишара участвовал в формировании Сирийской национальной коалиции, основной сирийской оппозиционной группировки, которую поддерживает Катар. Сообщается, что Азми Бишара служил советником тогдашнего эмира и наследного принца Катара, который сменил своего отца в конце июня 2013 года. Сообщается, что в июле 2011 года Бишара заявил, что Асад мог бы остаться у власти, если бы он провёл реформы, которых хотели люди, написав: «Режим решил не меняться, и поэтому люди это изменят».

## Личная жизнь
Азми Бишара женат, имеет двоих детей. По данным «Jerusalem Post», ему сделали трансплантацию почки в марте 1997 года в больнице «Хадасса» в Иерусалиме. Согласно сайту Азми Бишара, он является гражданином Катара.

## Награды
- Премия Ибн Рушда за свободу мысли за 2002 год в Берлине[28].